# Luigi Barbarito
Luigi Barbarito (Atripalda, Campània, 19 d'abril de 1922 - 12 de març de 2017) va ser un religiós i diplomàtic Italià prelat de l'Església Catòlica Romana. Va ser conegut per la seva carrera, que abasta quatre dècades entre 1969 i 1997, com a nunci apostòlic de la Santa Seu.

## Primers anys de vida i el ministeri
Va estudiar al seminari de la Diòcesi d'Avellino i en el Seminari Pontifici de Benevento, sent ordenat sacerdot el 20 d'agost de 1944. Va estudiar dret canònic a la Pontifícia Universitat Gregoriana, on es va graduar al juliol de 1947. El novembre de 1953, després de realitzar la preparació per al servei diplomàtic de l'Església, comença la seva carrera diplomàtica com a delegat apostòlic a Oceania.

## Ministeri episcopal
L'11 de juny de 1969 el papa Pau VI el va nomenar nunci apostòlic a Haití. Amb aquesta nova funció, va ser elevat al rang d'arquebisbe, convertint-se arquebisbe titular de Fiorentino. Va rebre l'ordenació episcopal de mans del cardenal Amleto Giovanni Cicognani, el cardenal bisbe de Frascati, amb els companys consagradors arquebisbe Agostino Casaroli de la diòcesi titular de Cartago i el bisbe Pasquale Venezia de diòcesi d'Avellino. Després de sis anys com a nunci apostòlic a Haití, el 5 d'abril de 1975, Pau VI el va transferir a la Pro-Nunciatura Apostòlica a Níger i el Senegal, alhora que el nomenava Delegat Apostòlic a Mali, Mauritània i Guinea Bissau (sent aquesta últim un nou càrrec). Tres anys més tard, el 10 de juny 1978, el papa el va transferir aquest cop a la Nunciatura Apostòlica d'Austràlia.
El 21 gener 1986 Joan Pau II li va confiar el paper de Pro-Nunci Apostòlic de la Gran Bretanya, convertint-se en nunci apostòlic el 13 d'abril de 1993. El mateix Papa va acceptar la renúncia Barbarito, a causa de la jubilació, el 31 de juliol de 1997. Durant el seu temps al Regne Unit es va convertir en Degà del Cos Diplomàtic, un honor concedit que indica que ell era el diplomàtic estranger amb més anys de servei a Londres. Durant la seva carrera ha es tat membre de la Congregació per a les Causes dels Sants i ha escrit molts llibres on explica i reflecteix el lloc i la situació de l'Església en el temps.

## Honors i títols
En 1994 Barbarito esdevingué Degà del Cos Diplomàtic, després convertir-se en el diplomàtic estranger amb més anys de servei a Londres. Barbarito va rebre la Gran Creu del Reial Orde Victorià (GCVO) per la reina Elisabet II d'Anglaterra en 1996. En desembre de 2013 Barbarito va ser guardonat amb el títol Eclesiàstic Cavaller Gran Creu de Gràcia del Sagrat Orde Militar Constantinià de Sant Jordi, una ordre que l'havia concedit per primer lloc en 1986.